# Sandra Voitāne
Sandra Voitāne (* 16. September 1999 in Ilūkste) ist eine lettische Fußballspielerin. Seit 2015 ist die Außenverteidigerin auch A-Nationalspielerin.

## Karriere

### Vereine
Voitāne kam über ihren Vater Jānis, einen Amateurfußballer beim Ilūkstes NSS, als Fünfjährige zum Fußballspielen. Sie trat in den Verein ihres Vaters ein, spielte aber in Ermangelung einer Mädchenmannschaft zunächst bei den Jungen mit. Als Sandra Voitāne 12 Jahre alt war, starb ihr Vater und ihre Mutter und Schwester verließen das Land; sie selbst setzte ihre fußballerische Karriere in Rēzekne fort. In der 9. Klasse schloss sie sich wegen der besseren Entwicklungsmöglichkeiten dem FK RFS in der lettischen Hauptstadt Riga an. Dort wurde sie schnell in die erste Mannschaft integriert. Mit ihrer Mannschaft gewann sie zwischen 2016 und 2018 drei Mal in Folge die lettische Meisterschaft. Mit Riga gelang ihr mit einem 3:2-Sieg gegen den slowakischen Verein FC Union Nové Zámky am 16. August 2015 auch der historisch erste Sieg eines lettischen Vereins in der UEFA Women’s Champions League.
2019 schloss sie sich dem zyprischen Rekordmeister Apollon Ladies an. Nach nur einer Saison wechselte sie zum Aufsteiger in die Bundesliga SV Meppen und wurde damit die erste Lettin in der Frauenbundesliga. Ihr Debüt gab sie beim 2:2-Unentschieden gegen den 1. FFC Turbine Potsdam am 13. September 2020, als sie kurz vor Schluss für Maike Berentzen eingewechselt wurde. Dauerhaft durchsetzen konnte sie sich jedoch nicht und kam nur zu weiteren fünf Einsätzen nach Einwechslung in der Liga und einem im Pokal. Dennoch wurde sie 2020 und 2021 zur lettischen Fußballspielerin des Jahres gewählt. Nach dem sofortigen Wiederabstieg der Meppenerinnen am Ende der Saison wechselte Voitāne zum österreichischen FC Wacker Innsbruck. Auch dort konnte sie sich nicht dauerhaft durchsetzen, wenngleich ihr immerhin ein Tor gelang. Nach wiederum nur einer Saison schloss Voitāne sich dem isländischen Erstligisten ÍBV Vestmannaeyja an. 2022 wechselte sie innerhalb der Liga zu Keflavík ÍF, kehrte aber bereits 2023 zum ÍBV Vestmannaeyja zurück.

### Nationalmannschaft
Voitāne absolvierte ab 2014 diverse Spiele für die U17- und die U19-Nationalmannschaft. Noch als 15-Jährige gab sie am 6. Februar 2015 bei einer 0:2-Niederlage gegen Estland ihr Debüt für die lettische A-Nationalmannschaft. Ihren ersten Länderspieltreffer erzielte sie bei der 3:4-Niederlage gegen Luxemburg am 4. April 2015. Für ein größeres Turnier konnte sie sich mit Lettland bislang nicht qualifizieren. Vielmehr scheiterte sie mit ihrer Mannschaft bisher immer in der Qualifikation und dies mitunter deutlich, wie eine 0:10- und eine 0:20-Niederlage im Herbst 2021 jeweils gegen England zeigen. Bei beiden Spielen und seitdem etatmäßig führte sie ihre Mannschaft als Kapitänin auf das Spielfeld.

## Privat
Voitāne war 2023 mit Madison Wolfbauer liiert, die sie als Mitspielerin bei ÍBV Vestmannaeyja kennengelernt hatte.